# Eupalamos
Eupalamos (altgriechisch Εὐπαλάμος Eupalámos) war in der griechischen Mythologie der Sohn des Metion und der Alkippe. Johannes Tzetzes machte jedoch Alkippe zu Eupalamos Frau. Er war der Vater des Daidalos, der Metiadusa und der Perdix. Nach einer anderen Version des Mythos war er der Sohn des attischen Königs Erechtheus und der Vater des Metion, der nun als Vater des Daidalos erscheint.
Die Söhne des Metion, die sogenannten Metioniden, waren neben Eupalamos Sikyon, Musaios und Chalkon. Die Metioniden vertrieben den attischen König Pandion, der ihr Cousin war, in seinem 18. Regierungsjahr aus Athen und übernahmen die Herrschaft. Acht Jahre später, nach dem Tode Pandions, kehrten Pandions Söhne nach Athen zurück und vertrieben ihrerseits die Metioniden und Aigeus bestieg den Thron.